# Matilda Ekholm
Matilda Ekholm, född 15 juni 1982 i Malmslätt, är en svensk tidigare bordtennisspelare.
Ekholm tävlade för Sverige vid olympiska sommarspelen 2016 i Rio de Janeiro, där hon blev utslagen i tredje omgången i singel.
Ekholm tävlar för Boo KFUM och har vunnit damsingel vid svenska mästerskapen sju gånger.